# 西村清彦
西村 淸彦（にしむら きよひこ、Kiyohiko G. Nishimura、1953年3月30日 - ）は、日本の経済学者。東京大学名誉教授。政策研究大学院大学特別教授。元日本銀行副総裁。学位はPh.D.（イェール大学・1982年）。報道などでは西村 清彦（にしむら きよひこ）とも表記される。2014年2月からは、内閣府の審議会である統計委員会（2016年からは総務省所管）委員長。

## 人物・来歴
東京都出身。麻布高等学校を経て、東京大学経済学部を卒業し、同大学の大学院経済学研究科にて修士課程を修了する。その後、アメリカ合衆国に渡り、イェール大学大学院にて博士課程を修了し、博士号を取得する。帰国後は東京大学経済学部にて助教授を務め、後に教授に昇任する。
1999年東京経済研究センター代表理事。2005年から2008年まで日本銀行政策委員会審議委員を務める。2008年3月から2013年3月まで日本銀行副総裁。福井俊彦総裁の任期満了に伴う正副総裁人事において、3月18日、政府は田波耕治を総裁、西村を副総裁とする人事案を国会に提示。翌3月19日、田波の総裁人事案は参議院で野党の反対多数により不同意となったが、西村の副総裁人事案は衆参両院で同意された。これを受けて政府は同日の持ち回り閣議を以て西村を正式に日本銀行副総裁に任命、3月20日付で就任した。
日本銀行副総裁在任時には、2008年のリーマン・ショックに端を発する国際金融不安と世界経済急収縮の危機的状況に直面し、米・欧・日の三極を主軸とする中央銀行のさまざまなレベルでの国際協調による実務的対処の中で大きな役割を果たした。また、東日本大震災と福島第一原子力発電所事故の直後、2011年4月28日には、不確実性への対処を理由に追加金融緩和を提案した（否決）。副総裁が総裁とは異なる議案を提案したのは日本銀行史上初めてであった。この提案は、自身の研究テーマの一つである、本源的な不確実性（ナイト流不確実性）の下での最適行動の研究に基づくものであった。
2013年3月19日に日本銀行副総裁を退任。その後、東大院教授に復帰し、10月より東京大学大学院経済学研究科長・経済学部長に就任した。
2014年2月、内閣府統計委員会委員長に就任。2016年からの抜本的な公的統計改革に主導的な役割を果たしている（実際の統計法の改正は2018年）。
2015年9月に東京大学大学院経済学研究科長・経済学部長を退任。2016年4月より政策研究大学院大学教授に就任した（併任、2017年4月より専任）。2016年6月より東京大学名誉教授。
正式な姓名は西村 淸彦であるが、これまで発表した著書・論文の著者名はすべて「清彦」表記である。また、英語での著作ではミドルネームをつけた「Kiyohiko G. Nishimura」名義を使用している。

## 研究
専門は理論経済学と経済統計。元々はニュー・ケインジアン的な立場からマクロ経済学のミクロ的基礎に関する理論を研究の中心としていたが、本源的な不確実性（ナイト流不確実性）の数理経済学的研究、財価格形成のメカニズム、不動産価格インデックスの組成、日本企業の生産性に関する実証研究等、幅広い分野で論文・著書を発表している。
経済理論の分野では、国内総生産やインフレ率などの経済全体の動きを取り扱うマクロ経済学に対して、各経済主体の行動を取り扱うミクロ経済学的な基礎を与え、マクロ経済学とミクロ経済学の接点に関する理論モデルを構築した。さらに、経済において、実際に発生する出来事が事前に予測不可能であるという本源的な不確実性（ナイト流不確実性）の存在が経済主体の行動に与える影響について明らかにした。これらは、世界的に見ても先駆的な研究業績と評価されている。
実証研究の分野では、国内外の経済統計を利用し、日本経済の構造問題についての研究を行っている。特に、バブル崩壊後の金融危機に関して、市場経済の基本的機能が失われたことを指摘した。この研究も、日本経済の実証的研究に転換をもたらしたものと評価されている。
1998年の中原賞受賞理由は下記の通りである。

## 略歴
- 1975年 東京大学経済学部卒業
- 1977年 東京大学大学院経済学研究科修士課程修了
- 1981年 ブルッキングス研究所オークン・フェロー
- 1982年 イェール大学大学院博士課程修了、Ph.D.（経済学）取得
- 1983年 東京大学経済学部助教授
- 1994年 東京大学経済学部教授
- 2003年 内閣府経済社会総合研究所総括政策研究官（併任）
- 2005年 日本銀行政策委員会審議委員
- 2008年 日本銀行副総裁（2013年まで）
- 2013年
  - 東京大学大学院経済学研究科教授
  - 東京大学大学院経済学研究科長・経済学部長
- 2014年
  - 総務省統計委員会委員長
  - マレーシアジェフリー・チャー東南アジア研究所アドバイザー
- 2016年
  - 政策研究大学院大学教授
  - 東京大学名誉教授
  - 日本女子大学評議員
- 2018年 政策研究大学院大学特別教授

## 業績
- 1993年 第36回 日経・経済図書文化賞（日本経済新聞社）[17]
- 1997年 第37回 エコノミスト賞（毎日新聞社）[18]
- 1998年 第4回 中原賞（日本経済学会）[19]
- 2004年 日本不動産学会 著作賞（日本不動産学会）[20]
- 2015年 紫綬褒章受章[21]
- 2021年 第1回 日本統計学会中村隆英賞（日本統計学会）[22]

## 著書

### 単著
- 『経済学のための最適化理論入門』東京大学出版会 1990
- "Imperfect Competition, Differential Information and Microfoundations of Macroeconomics" Oxford University Press 1992
- 『日本の地価の決まり方』筑摩書房（ちくま新書）1995
- 『「価格革命」のマクロ経済学』日本経済新聞社 1996
- 『プレーリー・ドッグの嘆き』講談社 1997
- 『「やわらかな経済学」で日本経済の謎を解く』日本経済新聞社 1999 /「やわらかなアタマで日本経済の謎を解く」に改題、日経ビジネス文庫 2002
- 『日本経済見えざる構造転換』日本経済新聞社 2004
- "Information Technology Innovation and the Japanese Economy" Stanford University Press 2010
- "Economics of Pessimism and Optimism" Springer 2017

### 共著
- 峰滝和典『情報技術革新と日本経済』有斐閣 2004
- 山澤成康・肥後雅博『統計 危機と改革―― システム劣化からの復活』日本経済新聞出版 2020

### 編著
- 『不動産市場の経済分析――情報・税制・都市計画と地価』日本経済新聞社 2002
  - 著：第1章、第2章（清水千弘と共著）、第4章（浅田義久・山崎福寿と共著）、第6章（浅見泰司・清水千弘と共著）

### 共編著
- 三輪芳朗『日本の流通』東京大学出版会 1991
- 三輪芳朗『日本の株価・地価』東京大学出版会 1991
- Yoshiro Miwa, J. Mark Ramseyer "Distribution in Japan" Oxford University Press 2002
- 山下明男『社会投資ファンド――PFIを超えて』有斐閣 2004